# 石嘴镇
石嘴镇，是中华人民共和国吉林省吉林市磐石市下辖的一个乡镇级行政单位。

## 行政区划
石嘴镇下辖以下地区：
中兴社区、石嘴村、六间房村、老爷岭村、扇车山村、土门子村、四间房村、泉眼村、草面山村、牟家村、胜利村、杨木岗村、团结村、马宗村、北马村、永丰村、永胜村、永宁村、铁西村和崔家沟村。